# Eric Fairclough
Pour les articles homonymes, voir Fairclough.
Eric Fairclough, né le 6 juillet 1962 à Whitehorse, est un homme politique yukonnais. Il est un ancien député de la circonscription de Mayo-Tatchun à l'assemblée législative du Yukon de 1996 à 2011.
À l'origine membre du NPD Yukonnais et l'ancien chef de ce parti de 2001 à 2002, Fairclough le quitte en 2006 après un rapprochement avec le parti libéral du Yukon. Il est maintenant un député libéral.
Eric a été chef de la Little Salmon/Carmacks First Nation
Lors de l'élection yukonnaise du 11 octobre 2011, il est battu par le néo-démocrate Jim Tredger.